# بایمک

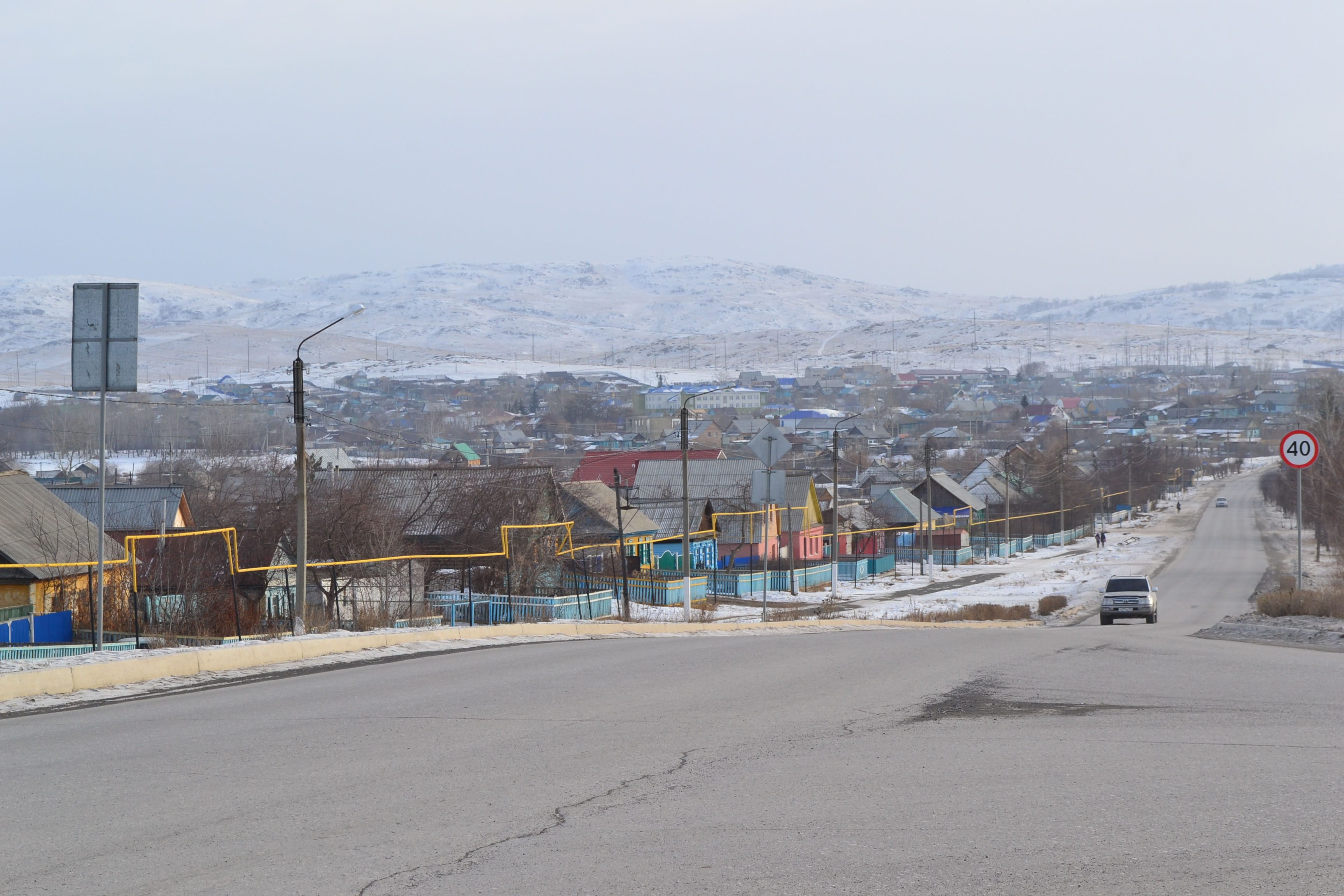
بایمک (2010)

شهر بایمک (به روسی: Баймак) در کشور روسیه و در جمهوری باشقیرستان واقع شده‌است.